# Limache (kommunhuvudort)
Limache är en kommunhuvudort i Chile.   Den ligger i provinsen Provincia de Marga Marga och regionen Región de Valparaíso, i den södra delen av landet, 80 km nordväst om huvudstaden Santiago de Chile. Limache ligger 107 meter över havet och antalet invånare är 35 876.
Terrängen runt Limache är kuperad åt sydost, men åt nordväst är den platt. Runt Limache är det ganska tätbefolkat, med 199 invånare per kvadratkilometer.. Närmaste större samhälle är Quilpué, 16,7 km väster om Limache. 
Omgivningarna runt Limache är i huvudsak ett öppet busklandskap.